# Боґуславець
Боґуславець (пол. Bogusławiec, нім. Charlottenhof) — село в Польщі, у гміні Колобжеґ Колобжезького повіту Західнопоморського воєводства.
Населення — 120 осіб (2011).

## Демографія
Демографічна структура станом на 31 березня 2011 року:
|          | Загалом | Допрацездатний вік | Працездатний вік | Постпрацездатний вік |
| -------- | ------- | ------------------ | ---------------- | -------------------- |
| Чоловіки | 53      | 16                 | 31               | 6                    |
| Жінки    | 67      | 24                 | 31               | 12                   |
| Разом    | 120     | 40                 | 62               | 18                   |